# Латовка (Широковский район)
Латовка (укр. Латівка) — село, Новолатовский сельский совет, Широковский район, Днепропетровская область, Украина.
Код КОАТУУ — 1225885503. Население по переписи 2001 года составляло 141 человек.

## Географическое положение
Село Латовка находится в 1-м км от правого берега реки Ингулец, выше по течению на расстоянии в 1 км расположен Кривой Рог (бывший пгт Рахмановка), ниже по течению на расстоянии в 1 км расположено село Стародобровольское, на противоположном берегу — село Новосёловка.

## История
- 2003 — изменён статус с посёлок на село.

## Экология
- В 2-х км от села находится отвал пустой породы ОАО «ЮГОК».